# Littorophiloscia alticola
Littorophiloscia alticola är en kräftdjursart som först beskrevs av Albert Vandel1977.  Littorophiloscia alticola ingår i släktet Littorophiloscia och familjen Philosciidae. Inga underarter finns listade i Catalogue of Life.